# Dolní Hrachovice
Dolní Hrachovice település Csehországban, a Tábori járásban. Dolní Hrachovice Hlasivo, Pohnánec, Rodná, Pohnání, Ratibořské Hory és Mladá Vožice településekkel határos. Lakosainak száma 132 fő (2024. január 1.).

## Népesség
A település lakosságának változását az alábbi diagram mutatja:
| Lakosok száma | 449  | 415  | 352  | 199  | 170  | 144  | 131  | 129  | 138  | 132  |
|               | 1869 | 1890 | 1921 | 1950 | 1980 | 2001 | 2017 | 2019 | 2022 | 2024 |